# Ghelari, Hunedoara
Ghelari (alternativ Ghelar) este satul de reședință al comunei cu același nume din județul Hunedoara, Transilvania, România.

## Geografie și climă
- Relief: deluros-muntos
- Ape: Runc, Caținaș
- Resurse naturale: zăcăminte, minereuri de fier, lemn, potențial în creșterea animalelor.
- Gradul seismic: 6 Mercalli

## Istorie
Localitatea este atestată documentar din timpuri străvechi (anii 213-215 î.C.), ca loc de unde se extrăgea minereu de fier. Constantin Daicoviciu apreciază că străvechea inscripție „natus ibi ubi ferrum nascitur” (născut acolo unde se naște fierul), cuprinsă în Corpus Inscriptiorum Latinorum, se referă la Ghelar.
Numele localității a fost schimbat în perioada regimului comunist: în 1979 se numea Ghelar iar în 1981 Ghelari. După revoluție autoritățile nu au mai făcut această modificare, mai mult în prezent existând deja și o explicație la această denumire (cum că numele vine de la dealuri-delari-Ghelari ) această ipoteză este greșită deoarece până în 1979 localitatea se numea încă Ghelar, apărând mai târziu în 1981 Ghelari.

În perioada comunistă în Ghelari trăiau peste 2.000 de mineri, localnicii de aici fiind, în mare parte, aduși din zona Moldovei să muncească în minele de fier, dar și pădureni mutați la bloc din satele de munte învecinate.

## Economie
În localitate principala activitate economică era până în anul 2002 mineritul, după disponibilizările făcute în mai multe etape, exploatarea deschisă de peste 2000 de ani este în prezent închisă, intrând într-un program de conservare.

## Învățământ
Prima instituție de învățământ s-a înființat în 1890. Vom prezenta în continuare evoluția învățământului din localitate.
- 1911 se înființează  Șc. Primară de stat cu atestare documentară.
- 1963 Inaugurarea noii clădiri, ocazie cu care se înființează Liceul de Cultură Generală, profil real
- 1974 -1975 Școala Generală de 8 ani
- 1975-1991 Școala Generală de 10 ani.
- 1991-1999 Liceu Teoretic profil matematică-fizică
- 1999-prezent Liceu Teoretic profil matematică-informatică

De buna desfășurare a procesului educativ s-a ocupat întreg colectivul de cadre didactice a liceului. Dintre cei care au fost în fruntea colectivului de cadre didactice în timp, amintim:
- 1974 - 1980 Toma Iancu Constantin
- 1980 - 1984 Popa Georgeta
- 1984 - 1989 Toplicean Maria
- 1989 - 1998 Toma Iancu Constantin
- 1998 - 2008 Florincaș Nicolae
- 2008 - 2009 Bucur Florin
- 2009 - prezent Toma Iancu Emerson

## Cultură

### Corul
Corul Muncă și Lumină - A fost mai mult decât un simplu cor participând la diverse manifestări pe întreg teritoriul țării.

### Fanfara
Fanfara Liceului - În perioada anilor `70-`80 
Fanfara Comunei pe lângă fanfara liceului exista încă de la începutul secolului și o fanfară a celor maturi.

### Dansuri populare
Întotdeauna a existat o trupă de dansuri pădurenești în localitate. Laureată a mai multor festivaluri naționale și internaționale.
Ansamblul Cântece și Jocuri Pădurenești  a fost laureat și premiat la mai multe concursuri și festivaluri de folclor: Iași, Bacău, Tinmișoara, fiind invitat la numeroase manifestări folclorice din țară de cele mai multe ori acesta fiind ansamblul care încheia spectacolele.

### Presă
- 1992 apare idea unei pubicații, lucru care a devenit realitate în perioada 1993-1995,  perioadă în care un grup de elevi a editat ABC-ul tâncilor. Odată cu terminarea liceului de către acești tineri publicația dispare.
- 1999 Puls 756

În 1999 apare Puls 756, care după o apariție intră din nou în umbră.
În septembrie 2001, odată ce prof. Toma Horațiu vine la liceul din Ghelar ca profesor de informatică, lansează ideea unei publicații, lucru care este îmbrățișat de către un grup de elevi, alături de care se trece la treabă. Publicația își schimbă grafica și primul număr din seria nouă este lansat în primăvara lui 2002.
Încă de la apariția primului număr, persoanele care aveau posibilitatea să sprijine activitatea au precizat că sunt alături de tineri și îi vor ajuta mai ales financiar. Publicația este editată în întregime în cadrul redacției Puls 756, în școală editarea se realizează în urma selectării articolelor de către responsabili de rubrici.
În urma activității desfășurate de către membrii redacției în vara anului 2002 un membru al redacție Puls 756, în persoana elevului Dăvâncă Răzvan din clasa IX-a, a făcut parte din grupul de cinci elevi care au reprezentat județul Hunedoara la Tabăra Națională de Jurnalism desfășurată la Iași.
După plecarea de la liceul din Ghelari a lui Horațiu Toma publicația mai apare o singură dată fiind editată aproape exclusiv de o fostă componentă a echipei de redacție Adriana Bărăian.
- Glasul Ghelarului

La sfârșitul anului 2002 primăria comunei Ghelar editează primul număr al publicației, publicație care nu mai apare ulterior.

## Personalități
- Nerva Florea

## Atracții turistice
- Munții Poiana Ruscă
- Furnalul de la Govăjdia
- Biserica Sfinții Arhangheli din Ghelari

## Sport
Atletism: În prezent în localitate activează o grupă de atletism care a fost înființată după revoluție, în prezent are rezultate bune și foarte bune la competițiile naționale. Grupa de atletism de la Ghelar are în prezent 20 de atleți. În anul 2004 o atletă de la clubul din localitate (Strugaru Garofița) în urma rezultatelor obținute la compețiile naționale a fost calificată la Jocurile Internaționale ale Copiilor (International Cildren Games) care au avut loc în Cleveland USA, dar a pierdut participarea deoarece nu a fost acceptată la viză, deși a intervenit pentru acceptarea vizei de către reprezentanții noștri chiar și consulul român din Cleveland.
Rezultate notabile
- Anca Toma - campioană națională cros.
- Strugaru Garofița - dublă vicecampioană națională de cros și 60 m plat.( 2003)
- Drăgolici Carmen - loc III pe țară la 60 m

Fotbal: Echipa de fotbal de la Ghelar există și în prezent, deși în perioada de după revoluție, imediat după închiderea exploatării miniere din Ghelar au existat mai multe momente de întrerupere a tradiției fotbalului din Ghelar. Spunem despre tradiția fotbalului în Ghelar deoarece în anii "70 au avut loc aici și meciuri de Cupa României, deoarece echipa avea rezultate foarte bune.

## Galerie foto

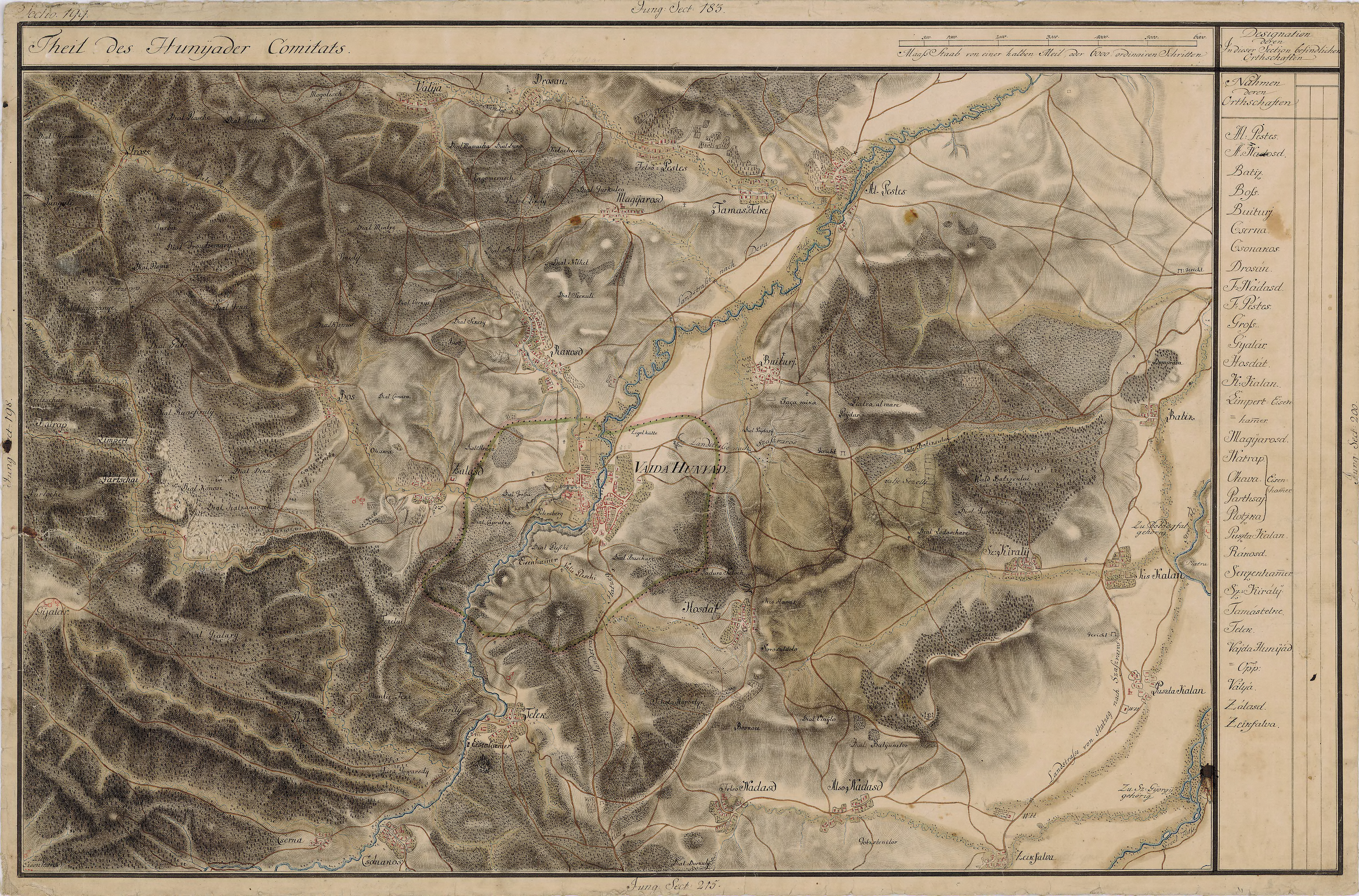
Ghelari în Harta Iosefină a Transilvaniei,1769-1773